# Aldreu
Aldreu is een plaats (freguesia) in de Portugese gemeente Barcelos en telt 855 inwoners (2001).